# Efeitos culturais da crise do Ébola

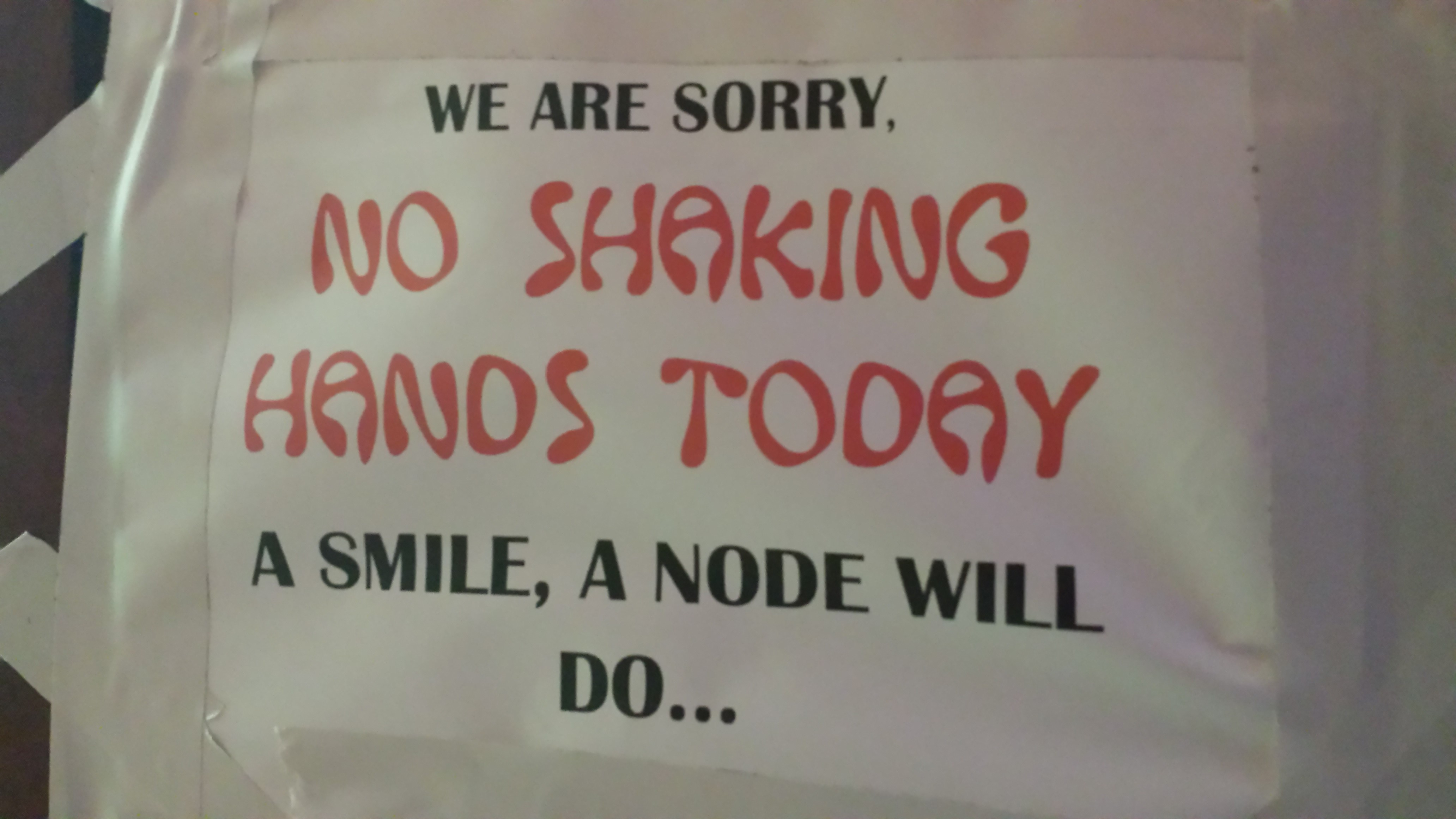
Um cartaz em uma estação de rádio de Monróvia aconselha as pessoas a não apertar as mãos, pois o vírus Ébola pode se espalhar através do contato físico via fluidos corporais

O surto de ébola na África Ocidental teve um grande efeito na cultura da maioria dos países da África Ocidental. Na maioria dos casos, o efeito é bastante negativo, pois rompeu as normas e práticas tradicionais de muitos africanos. Por exemplo, muitas comunidades da África Ocidental contam com curandeiros tradicionais e feiticeiros, que usam remédios de ervas, massagem, canto e bruxaria para curar praticamente qualquer doença. Portanto, é difícil para eles se adaptarem às práticas médicas estrangeiras. Especificamente, a resistência à medicina ocidental é proeminente na região, o que exige uma desconfiança severa do pessoal e das práticas médicas ocidentais e modernas.
Da mesma forma, algumas culturas africanas têm uma tradição de solidariedade no apoio os doentes, o que é contrário ao cuidado seguro de um paciente com Ébola. Essa tradição é conhecida como "cuidar dos doentes", a fim de mostrar respeito e honra ao paciente. De acordo com o Wesley Medical Center, esses tipos de normas tradicionais podem ser perigosas para quem não está infectado pelo vírus, pois aumenta suas chances de entrar em contato com os fluidos corporais de seus familiares.
Na Libéria, o Ébola acabou com famílias inteiras, deixando talvez um sobrevivente para contar histórias de como eles simplesmente não podiam ficar sem as mãos enquanto seus entes queridos estavam doentes na cama, por causa de sua cultura de tocar, abraçar, abraçar e beijar.
Algumas comunidades tradicionalmente usam folclore e literatura mítica, que muitas vezes é passada verbalmente de uma geração para a outra para explicar as inter-relações de todas as coisas que existem. No entanto, o folclore e as canções não são apenas de origens históricas tradicionais ou antigas, mas são frequentemente sobre eventos atuais que afetaram a comunidade. Além disso, folclore e música costumam ter lados opostos em qualquer história. Assim, no início da epidemia de Ébola, a música "White Ebola" foi lançada por um grupo da diáspora e centra-se na desconfiança geral de "forasteiros" que podem estar infectando intencionalmente pessoas.
Essa desinformação inicial aumentou a desconfiança geral dos estrangeiros e a ideia de que não havia Ébola em África antes de sua chegada levou a ataques a muitos profissionais de saúde, além de bloqueios de comboios de ajuda impedidos de verificar áreas remotas. Uma equipe funerária, que foi enviada para coletar os corpos das supostas vítimas de Ebola de West Point, na Libéria, foi bloqueada por várias centenas de moradores gritando: "Não há Ébola em West Point". Os ministérios e trabalhadores da saúde iniciaram uma campanha agressiva de informação sobre o Ebola em todos os formatos de mídia para informar adequadamente os residentes e permitir aos trabalhadores humanitários acesso seguro às áreas de alto risco. Na Guiné, houve tumultos depois que médicos desinfetaram um mercado em Nzerekore. Os habitantes locais espalharam rumores de que os médicos estavam realmente espalhando a doença. Na vizinha Womey, 8 pessoas que distribuíam informações sobre o Ébola foram mortas pelos moradores.

## Tradições e normas culturais da África Ocidental

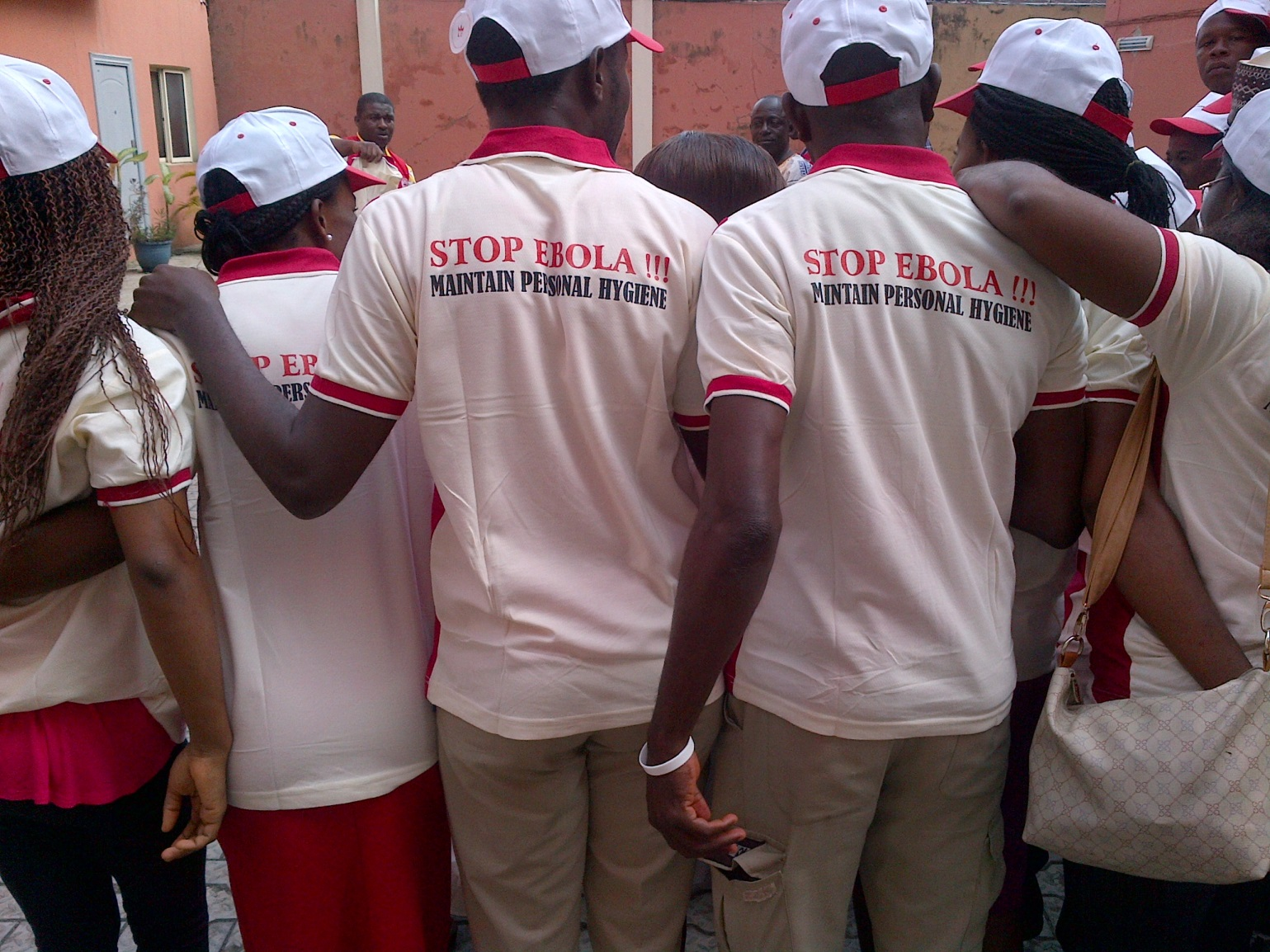
Os voluntários distribuem informações sobre saúde na Nigéria.

Especificamente, os funerais são considerados grandes eventos culturais para famílias e amigos se reunirem para celebrar o falecido. As apresentações fúnebres, que envolvem lamentações e dança, são feitas com cuidado e respeito pelos mortos. Os funerais na África Ocidental costumam durar vários dias, dependendo do status da pessoa que morreu. Em outras palavras, quanto mais importante a pessoa que morreu foi enquanto estava viva, mais longo o luto durará. Mais importante, há uma tigela comum usada para lavar as mãos ritualmente no final da cerimônia, incluindo um beijo ou toque final no rosto, que deve ser concedido aos mortos. Isso geralmente é chamado de "toque de amor". O Centro Médico Wesley confirmou que proibir as famílias da África Ocidental de realizar tais ritos é uma vergonha, pois insulta o falecido, colocando em risco o restante da família. Especificamente, acredita-se que o espírito da pessoa morta, também conhecido como "tibo", causará danos e trará doenças à família como resultado de um enterro inadequado.

### Resistência à medicina ocidental
A resistência à medicina ocidental é considerada uma barreira significativa para combater o vírus Ébola. O Centro Médico Wesley alega que a interferência nos rituais funerários da África Ocidental causados pelas práticas médicas ocidentais os proibiu de honrar adequadamente seus entes queridos. Eles acreditam que isso pode ter sido um motivo de maior desconfiança em profissionais médicos e que a desconfiança aumenta cada vez que membros da família de pessoas infectadas são proibidos de participar do funeral ou de ver o cadáver em pessoa. Devido à desconfiança, as comunidades atingidas pelo Ébola na Libéria supostamente esconderam membros da família com Ebola de prestadores de serviços de saúde e realizaram enterros secretos.
Na Serra Leoa, os profissionais de saúde fizeram mais progressos porque as medidas de saúde foram implementadas de acordo com a orientação da OMS, que aconselha os profissionais de saúde a seguirem as tradições das comunidades ameaçadas ao atender os mortos. Portanto, os funerais eram realizados de acordo com os desejos das famílias, mas também davam aos profissionais de saúde a oportunidade de desinfetar os corpos. Em muitas áreas infectadas pelo Ébola na África, acredita-se que a medicina ocidental seja ineficaz ou seja a origem real do vírus. Em outras palavras, existe uma crença entre a comunidade africana de que os médicos ocidentais estão matando intencionalmente seus pacientes com seus tratamentos. Uma teoria da conspiração também diz que os profissionais médicos estão planejando colher os órgãos daqueles que estão morrendo de Ébola.
A resistência à medicina ocidental também existe devido à aparência dos trajes perigosos, usados pelos profissionais de saúde para se protegerem de serem infectados pelo vírus Ébola. Diz-se que o equipamento de proteção assusta muitos africanos ocidentais e também acredita-se que seja hostil e intimidador para as famílias da África Ocidental. Por fim, a interferência no cuidado da família pelo paciente diminui a honra do paciente e dificulta o dever da família de proporcionar conforto e cuidado. Independentemente da resistência existente à medicina ocidental, o manuseio dos corpos dos mortos representa um alto risco de contágio, pois o Ébola é contraído através do contato físico com os fluidos corporais de uma pessoa infectada. Isso ocorre principalmente porque a preparação para o enterro inclui tocar, lavar e beijar, como mencionado acima. Aqueles que estão se preparando para o funeral podem ser facilmente infectados, pois podem ser facilmente expostos ao sangue, vômito, diarreia e outros fluidos corporais, pois esses são os principais sintomas do vírus.

### Práticas médicas tradicionais
Além de os curandeiros tradicionais da África Ocidental usarem remédios rituais e fitoterápicos há muitos séculos, o povo da África Ocidental também confia nesses tratamentos de baixo custo. Os procedimentos tradicionais incluem o seguinte: magia, métodos biomédicos, jejum, dieta, terapias à base de plantas, banho, massagem e cirurgia. Os procedimentos cirúrgicos geralmente envolvem o corte da pele de um paciente com facas não esterilizadas. Às vezes, os curandeiros tradicionais aplicam sangue na pele para livrar-se da doença. Apesar da forte desconfiança dos africanos na medicina moderna, o vírus Ebola se espalhou de forma desenfreada pela África Ocidental devido à escassez de profissionais de saúde e recursos e instalações médicas limitados. As condições insalubres em toda a região da África Ocidental também facilitaram a propagação do Ébola.

## Bushmeat
O vírus Ébola, para o qual o hospedeiro primário é suspeito de morcegos, foi associado à carne de animais silvestres, comumente consumida em áreas da África Ocidental que o utilizam como fonte de proteína. Embora primatas e outras espécies possam ser intermediários, as evidências sugerem que as pessoas pegam o vírus principalmente dos morcegos. Os caçadores geralmente atiram, atacam, vasculham ou catapultam suas presas e matam os morcegos sem luvas, mordendo ou arranhando e entrando em contato com seu sangue.
Em 2014, caso zero suspeito do surto de Ébola na África Ocidental é uma criança de dois anos em Guéckédou, no sudeste da Guiné, filha de uma família que caçava duas espécies de morcegos, Hypsignathus monstrosus e Epomops franqueti. Alguns pesquisadores sugeriram que o caso foi causado por transmissão zoonótica, embora a criança brinque com um morcego insetívoro de uma colônia de morcegos de cauda livre em Angola perto da vila.
Apesar das organizações de saúde alertarem sobre os riscos de carne de animais selvagens, pesquisas anteriores ao surto de 2014 indicam que as pessoas que comem essas carnes geralmente desconhecem os riscos e as veem como alimentos saudáveis. Devido ao papel da carne como fonte de proteína na África Ocidental, tradicionalmente associada a uma boa nutrição, os esforços para proibir a venda e o consumo de carne de animais selvagens sofreram suspeitas das comunidade rurais e sua implantação tornou-se impossível. A Organização das Nações Unidas para Alimentação e Agricultura estima que entre 30 e 80% da ingestão de proteínas em famílias rurais da África Central provém de carne silvestre.
Um grande jornal nigeriano publicou um relatório sobre a visão generalizada de que comer carne de cachorro era uma alternativa saudável à carne de animais selvagens. A carne de cachorro foi implicada em um surto de Ebola na Libéria em junho de 2015, onde três moradores que haviam testado positivo para a doença compartilharam uma refeição de carne de cachorro.